# Living with the Land

Living with the Land ou Listen to the Land (ancien nom) est une attraction du pavillon The Land du parc Epcot de Walt Disney World Resort. C'est une croisière composée de deux parties, l'une est un parcours scénique et l'autre dans des serres. L'attraction s'intéresse à l'agriculture et particulièrement aux nouvelles technologies plus productives et plus respectueuses de l'environnement.
L'attraction devait être dupliquée dans le parc WestCOT en Californie mais le projet de parc ayant été annulé, elle ne fut pas construite. 

## L'attraction
En dehors de quelques mises à jour mineures, il n'y a aucune différence notable entre Living with the Land et Listen to the Land.
Cette attraction bénéficie du système FastPass
- Ouverture : 1er octobre 1982 (avec le parc) sous le nom de Listen to the Land[1]
  - Fermeture : 27 septembre 1993[1]
  - Réouverture : 10 décembre 1993 en Living with the Land[2]
- Conception : WED Enterprises
- Musique : Buddy Baker[3]
- Type d'attraction : croisière
- Capacité horaire : 2 736 personnes/h
- Capacité des bateaux : 36 à 38 personnes
- Audio-animatronics : 40
- Durée : 13 min 50
- Situation : 28° 22′ 25″ N, 81° 33′ 09″ O

### Description
L'attraction débute au rez-de-chaussée du pavillon et se poursuit dans les serres situées à l'arrière du bâtiment. Le visiteur monte à bord d'un bateau naviguant à faible allure.
La première partie se situe à l'intérieur du bâtiment et est un parcours scénique. Trois sections composent cette partie : des scènes de la forêt vierge, des scènes de la savane, et des champs agricoles. Des animaux en audio-animatronics permettent de donner vie aux scènes ainsi que des effets sonores et de lumières tels que des orages. Le thème de cette partie est la relation entre l'homme et l'environnement, environnement que l'homme modifie et souvent sans prendre conscience des risques encourus.
La seconde partie qui se passe dans une succession de serres s'intéresse aux nouvelles technologies  de l'agriculture. Les serres traversées reconstituent une ferme piscicole, des serres avec des cultures en activité et des laboratoires expérimentaux. Un guide évoque les innovations et les nouvelles techniques dont la culture hydroponique, l'irrigation goutte à goutte et la culture associée.
L'une des serres est un dôme géodésique.
À noter : 
- certains aliments servis dans les restaurants du pavillon The Land, dont le Garden Grill sont issus des serres de l'attraction[4].
- La technique hydroponique présentée dans l'attraction est utilisée dans le pavillon du Canada[4].

### Galerie

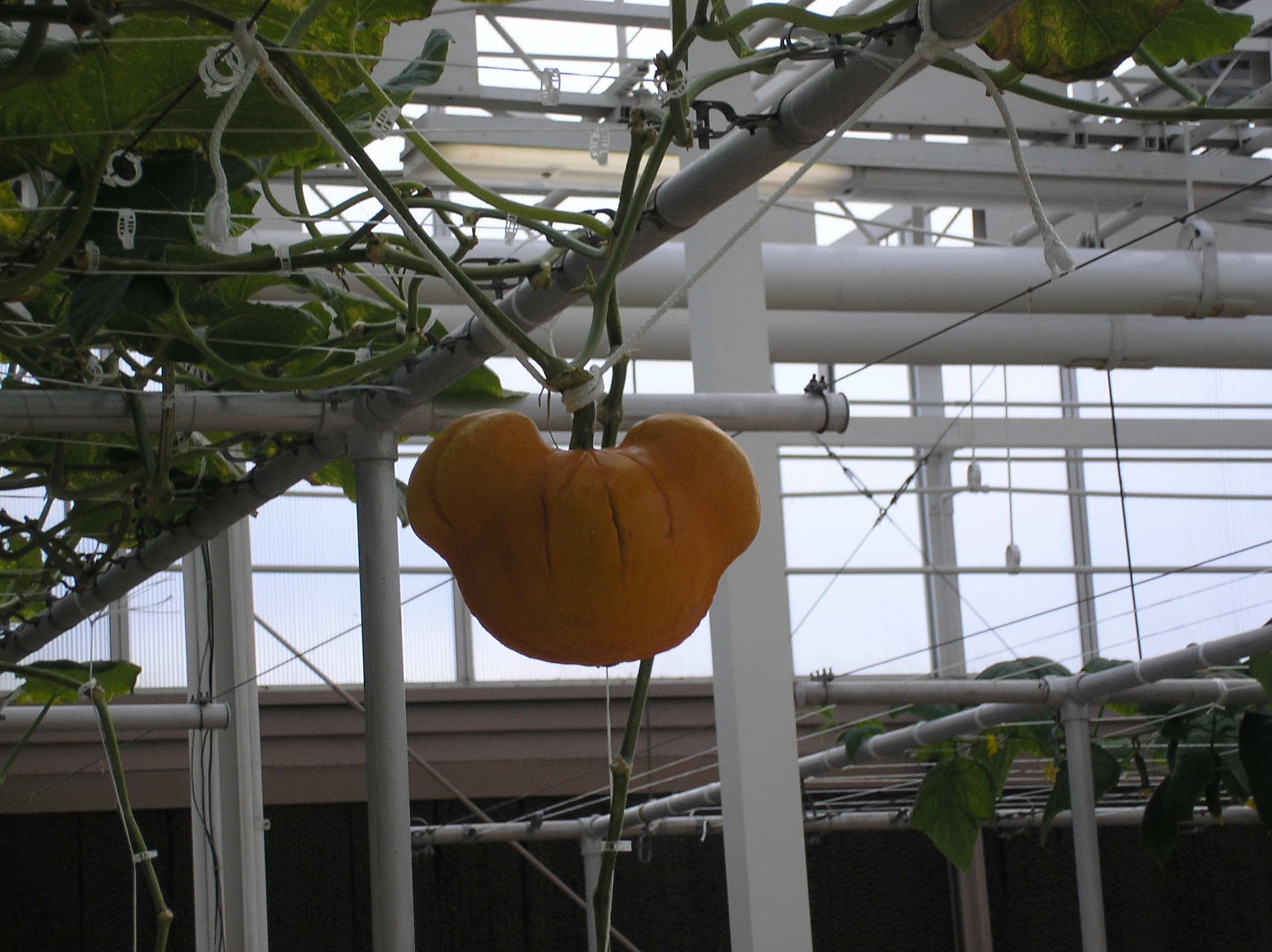
Un fruit en forme de tête de Mickey Mouse
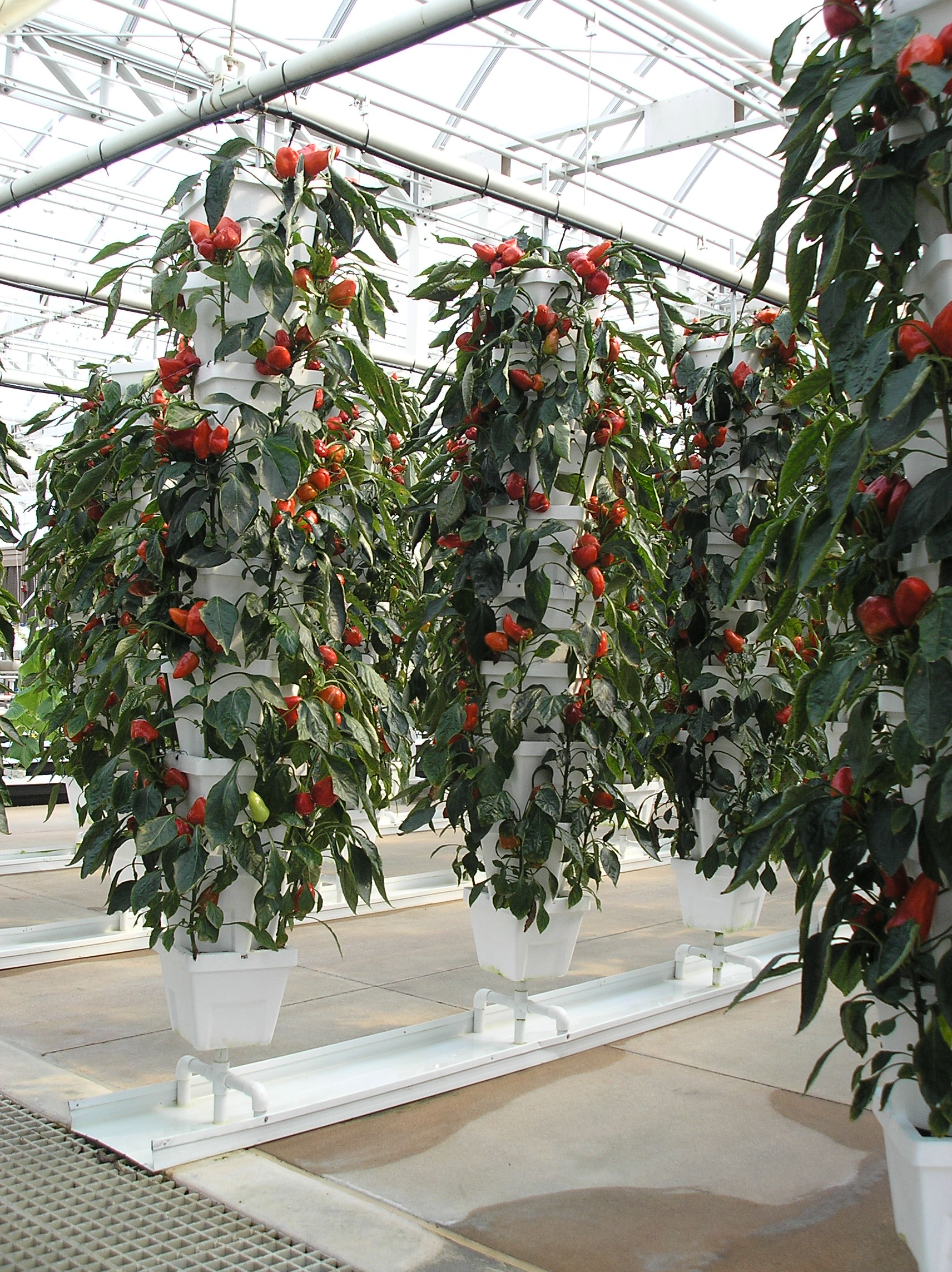
Un plant de poivrier
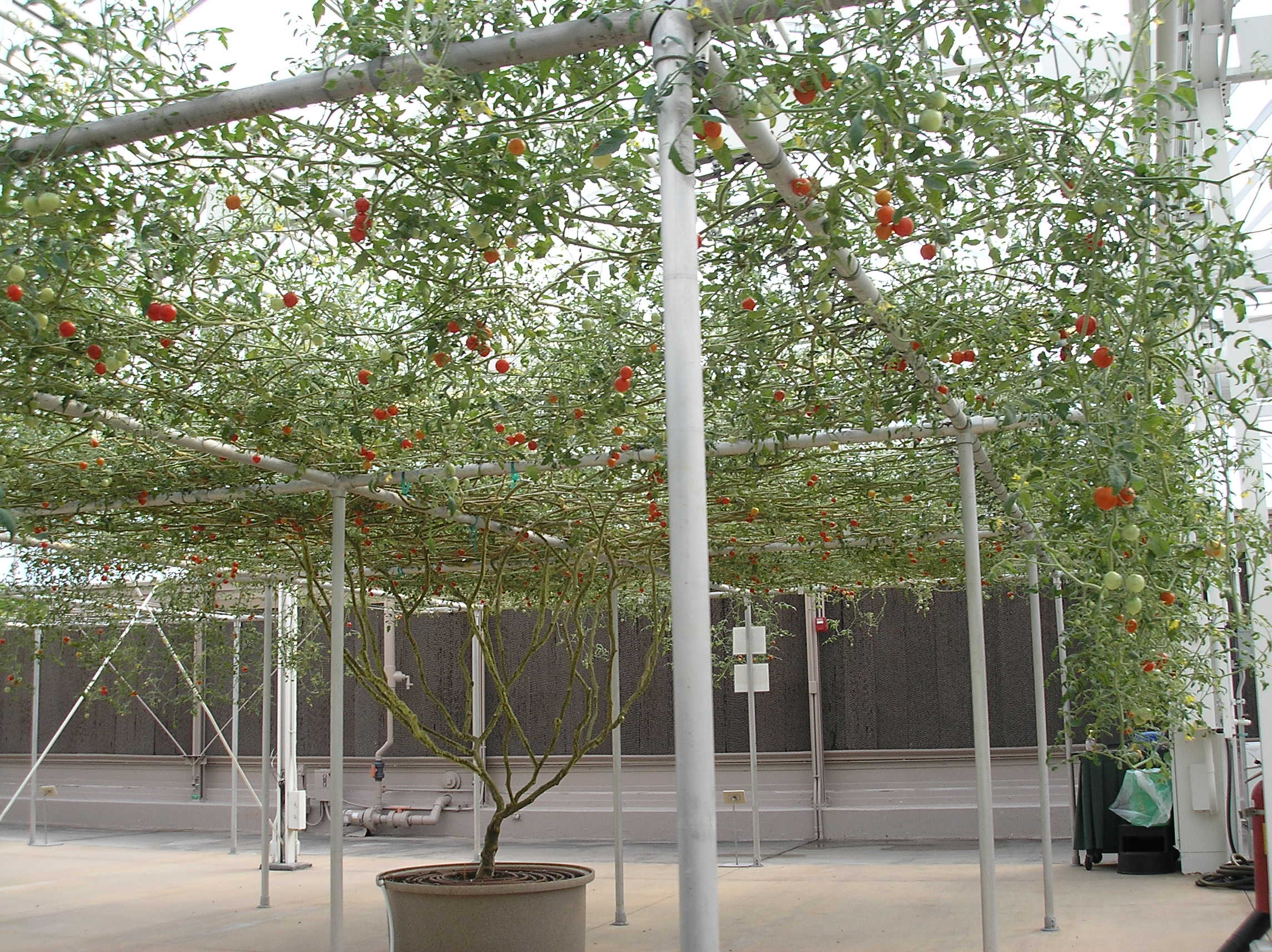
Un plant de tomate